# دخول اليابان إلى الحرب العالمية الأولى
دخلت اليابان إلى الحرب إلى جانب الحلفاء في 23 أغسطس عام 1914، مغتنمة فرصة تشتت الإمبراطورية الألمانية بالحرب الأوروبية لتوسيع مجال نفوذها في الصين والمحيط الهادئ. كان القتال ضئيلًا، وكانت الإمبراطورية اليابانية قد تحالفت مسبقًا مع بريطانيا، ولكن لم يكن ذلك يُلزمها بدخول الحرب، لكنها انضمت إلى الحلفاء من أجل تحقيق مكاسب إقليمية، فاستحوذت على ممتلكات صغيرة مبعثرة لألمانيا في المحيط الهادئ، وعلى ساحل الصين. تراجع الحلفاء الآخرون بقوة ضد الجهود اليابانية للسيطرة على الصين من خلال معاهدة المطالب الـ21 لعام 1915، وكان احتلال اليابان لسيبيريا ضد البلاشفة غير مثمر. أدت دبلوماسية اليابان خلال الحرب، والقوة العسكرية المحدودة إلى القليل من النتائج، وفي مؤتمر باريس للسلام عند نهاية الحرب كانت اليابان محبطة جدًا بالنسبة لطموحاتها.

## أساسيات
تحولت اليابان في أواخر القرن التاسع عشر بشكل كبير من مجتمع شبه مغلق بالكامل إلى دولة إمبراطورية صناعية حديثة، وذات قوة عسكرية متطورة، استولت على مستعمرات مثل أوكيناوا، وهزمت الصين في حرب كبيرة في تسعينيات القرن التاسع عشر، وما أدهش العالم أنها هزمت روسيا في حرب واسعة النطاق في 1904-1905، وكان لها مطالب عدوانية، وسيطرت على كامل كوريا، وكانت تتوسع في منشوريا، وتطالب بامتيازات خاصة في الاقتصاد الصيني.
تجنّبت كل من اليابان وبريطانيا العظمى التحالفات العسكرية قبل عام 1900، ولكن تغير ذلك في عام 1902 بتوقيع معاهدة، وكان ذلك حدثًا تاريخيًا هامًا شهد نهاية العزلة البريطانية، ولم تعد بعده بريطانيا بحاجة إلى وجود قواتها البحرية في المحيط الهادئ، وجُدّد التحالف على نطاق واسع مرتين، في عامي 1905 و1911، وكان هدفه الأساسي هو معارضة التوسع الروسي. سهّل هذا التحالف دخول اليابان إلى الحرب العالمية، لكنه لم يجبرها على ذلك. ولم تتشاور بريطانيا مع اليابان قبل إعلان الحرب على ألمانيا، ولكنها وبعد وقت قصير من بدء الحرب طلبت مساعدة من اليابانيين في تحديد موقع الأسطول البحري الألماني. قررت اليابان أنه بسبب مكانتها في الشؤون العالمية عليها الانضمام إلى الحرب. أعطى الحلفاء الأوروبيون اليابان رسميًا مكانة حليف كامل، وضمنت بريطانيا وفرنسا وإيطاليا دعمها في مؤتمر السلام من أجل الاستيلاء على ممتلكات ألمانيا في الصين، ومع ذلك كان يزداد انزعاج بريطانيا من العدوان الياباني، وحذّرتها بهدوء أنه لا يجب عليها أن تحتل الجزر الألمانية جنوب المحيط الهادئ (والتي كانت مرغوبة من قبل أستراليا ونيوزيلندا)، وألّا تتورط في شرق المحيط الهادئ، وألّا تستولي على جزر الهند الشرقية الهولندية. عندما تجاهلت اليابان هذه التلميحات نشرتها بريطانيا بشكل علني، وشعرت طوكيو بالإهانة. دخلت اليابان الحرب دون قيود لكنها من الناحية العملية استولت على ممتلكات ألمانية في الصين والجزر الألمانية شمال خط الاستواء، وشكّلت تهديدًا خطيرًا على الاستقلال الصيني خلال معاهدة المطالب الـ21. عندما شعرت الصين بالضغط الشديد الذي تطبقه اليابان عليها اكتسبت دعمًا واسع النطاق من جميع الحلفاء الآخرين، وقررت دخول الحرب أيضًا.
لم يكن البريطانيون راضين على الإطلاق عن طوكيو، وقدموا شكاوى أكثر من واشنطن، وأستراليا حتى. صادق مؤتمر باريس للسلام على حصول اليابان على تفويضات بشأن الممتلكات الألمانية السابقة، لكن ذهبت اليابان إلى أبعد من ذلك وطالبت بإدراج بند في ميثاق عصبة الأمم تعلن فيه التزام المنظمة بالمساواة العرقية. صوتت بريطانيا، والدول الاستعمارية، والولايات المتحدة بـ لا. وأخيرًا بدأ التدخل الياباني في سيبيريا بالتوازي مع تدخلات بريطانيا وفرنسا والولايات المتحدة، وبدا ذلك وكأنه عملية استيلاء على أراضيها، وفي حلول عام 1907 بدأت العلاقات بين اليابان وروسيا بالتحسن، لكن مع انهيار حكومة الإمبراطورية الروسية أصبحت سيبيريا مفتوحة على مصراعيها. أرادت اليابان تجديد المعاهدة الأساسية مع بريطانيا، لكن كانت هناك معارضة لذلك من قبل الدول الاستعمارية والولايات المتحدة والصين وداخل بريطانيا نفسها، وكان الحل الدبلوماسي هو إنهاء المفاوضات بشأن التجديد، وجعل الأطراف الرئيسية تؤيد اتفاقية القيود البحرية لمؤتمر واشنطن عام 1921. خاب أمل اليابان، وانتهت المعاهدة في عام 1923، ولم يكن لدى طوكيو الآن أي حلفاء، أو أصدقاء حقيقيين.

## عملياتها ضد ألمانيا
أظهرت الحرب العالمية الأولى مدى تدهور العلاقات الألمانية اليابانية، ففي 7 أغسطس 1914، بعد 3 أيام فقط من إعلان بريطانيا الحرب على الإمبراطورية الألمانية، تلقت الحكومة اليابانية طلبًا رسميًا من الحكومة البريطانية من أجل مساعدتها على تدمير المهاجمين الألمان في قوات البحرية الألمانية الموجودين في المياه الصينية، وما حولها. أرسلت اليابان التي تتوق إلى الحد من وجود القوى الاستعمارية الأوروبية في جنوب شرق آسيا، وخاصة على السواحل الصينية، إلى ألمانيا مهلة حتى 14 أغسطس 1914، ولم ترد ألمانيا على المهلة. ثم أعلنت اليابان الحرب رسميًا على الإمبراطورية الألمانية في 23 أغسطس 1914، وبذلك دخلت الحرب العالمية الأولى كحليف لبريطانيا، وفرنسا، والإمبراطورية الروسية واستولت على جزر كارولين، ومارشال، وماريانا في المحيط الهادئ.
كانت المعركة الرئيسية الوحيدة التي دارت بين اليابان وألمانيا هي حصار ميناء تسينغتاو الصيني الخاضع للسيطرة الألمانية في خليج كياوتشو. صمدت القوات الألمانية من أغسطس حتى نوفمبر 1914 رغم الحصار الياباني البريطاني الكامل، والقصف المدفعي المستمر، ما أعطى الألمان دفعة معنوية خلال الحصار، وفي وقت لاحق بعد الهزيمة. بعد أن اقتحمت القوات اليابانية المدينة، دُفن القتلى الألمان في تسينجتاو، ونُقلت القوات المتبقية إلى اليابان، حيث عوملوا باحترام في معسكر باندو لأسرى الحرب. وفي عام 1919، عندما وقعت الإمبراطورية الألمانية رسميًا على معاهدة فرساي، أُطلق سراح جميع أسرى الحرب، وعادوا إلى أوروبا.
كانت اليابان من الدول الموقعة على معاهدة فرساي، التي تنص على إجراءات قاسية على ألمانيا. في المحيط الهادئ، أصبحت جزر ألمانيا شمال خط الاستواء (جزر مارشال، كارولين، ماريانا، جزر بالاو) وكياوتشو/ تسينغتاو في الصين تابعة لليابان. ونقلت المادة 156 من المعاهدة التنازلات الألمانية عن شاندونغ إلى اليابان، بدلاً من إعادة السلطة السيادية لها إلى جمهورية الصين، ما سبّب مشكلة ستُعرف قريبًا باسم مشكلة شاندونغ. أدى الغضب الصيني من هذا البند إلى الكثير من المظاهرات، وكان لحركة ثقافية معروفة باسم حركة الرابع من مايو تأثير هام على الصين في عدم توقيعها على المعاهدة. أعلنت الصين نهاية حربها ضد ألمانيا في سبتمبر 1919، ووقعت معاهدة منفصلة مع ألمانيا في عام 1921. ساهمت هذه الحقيقة بشكل كبير في اعتماد ألمانيا على الصين، وليس اليابان، كشريك استراتيجي لها في شرق آسيا للسنوات القادمة.

## العمليات ضد الصين
في يناير من عام 1915، أرسلت اليابان سراً إنذارًا نهائيًا يتضمن المطالب الـ21 للحكومة الصينية. والتي تضمّنت السيطرة اليابانية على الحقوق الألمانية السابقة، وعقود إيجار مدتها 99 عامًا في جنوب منشوريا، والتنازلات المتعلّقة بالسكك الحديدية. حصلت الصين على مقعد في مؤتمر باريس للسلام في عام 1919، ومع ذلك، رُفض طلبها في عودة الامتيازات الألمانية السابقة، وكان على الصين قبول المطالب الواحدة والعشرين. كان رد الفعل الرئيسي على ذلك هو زيادة حركات القومية الصينية التي عبّرت عنها حركة الرابع من مايو.

## النتائج
أثارت مشاركة اليابان في الحرب العالمية الأولى إلى جانب الحلفاء نموًا اقتصاديًا غير مسبوق، وحصلت على مستعمرات جديدة في جنوب المحيط الهادئ استولت عليها من ألمانيا. وبعد الحرب، وقعت اليابان معاهدة فرساي، وكانت لها علاقات دولية جيدة من خلال عضويتها في عصبة الأمم، ومشاركتها في المؤتمرات الدولية لنزع السلاح.